# Environment of evolutionary adaptedness
Environment of evolutionary adaptedness (EEA), letterlijk vertaald de omgeving van het evolutionair aangepast zijn, is een term uit de evolutiebiologie. De EEA van een bepaalde soort is het geheel van de omgevingsfactoren waarin de voorouders van die soort leefden en waaraan ze, na een lang proces van adaptaties en natuurlijke selectie, aangepast waren. Het begrip kan daarbij worden toegepast op de soort in zijn geheel, op een bepaalde populatie binnen die soort, maar ook op een specifiek orgaan of zelfs een bepaald gedrag van een dier of mens.
De term environment of evolutionary adaptedness is oorspronkelijk gebruikt door de Britse psychiater en psycho-analist John Bowlby (1907 – 1990) in diens beschrijving van de hechtingstheorie. De benaming werd gebruikt op het niveau van één orgaan van één soort, de menselijke hersenen. Zo wordt gesteld dat, om de huidige structuur en werking van het menselijke brein te begrijpen, we moeten kijken naar de omgeving waarin dit ontstaan is. Ook nu nog wordt de term EEA vooral gebruikt binnen de evolutionaire psychologie, de wetenschap die zich bezighoudt met de evolutionaire basis van het menselijk gedrag.
Op het niveau van de soort moet bv. de EEA van Homo sapiens, de moderne mens, zeer waarschijnlijk gezocht worden in de savanne in Oost-Afrika gedurende het Pleistoceen, waarin zij leefden als jager-verzamelaars in kleine familiegroepen. Gezien de korte tijd (in evolutionaire termen) die onze soort nog maar bestaat, ongeveer 200.000 jaar, gaat men ervan uit dat vele van onze gedragingen kunnen verklaard worden uit onze leefomstandigheden toen in dat soort milieu. Dit verklaart ook een aantal 'mismatches' in ons gedrag, bijvoorbeeld de hevige angst van vele mensen voor spinnen en slangen, die in de huidige omstandigheden meestal onverklaarbaar is.
De term EEA staat ter discussie, omdat elk levend wezen een hele reeks voorouders heeft, die elk hun bijdrage geleverd hebben aan ons erfelijk materiaal. Het is dus belangrijk voor elk orgaan en elk gedrag apart te bepalen, wanneer in de voorgeschiedenis dat precies ontstaan is, om zo de juiste EEA te kunnen bepalen.